# Jabloňovce
Jabloňovce (maďarsky Hontalmás) jsou obec na Slovensku v okrese Levice. Rozloha obce činí 34,69 km². Žije v ní 199 obyvatel.

## Historie
První písemná zmínka o Jabloňovcích je z roku 1245, kdy byla zmíněna pod názvem Dolný Almáš. Obec vznikla roku 1943 spojením Horního a Dolního Almáša.

## Přírodní poměry
Jabloňovice se skládají ze dvou částí (Horní a Dolní Jabloňovice). Obcí protéká potok Jabloňovka. V katastrálním území Horní Jabloňovice leží část přírodní rezervace Jabloňovský Roháč.

## Fotografie

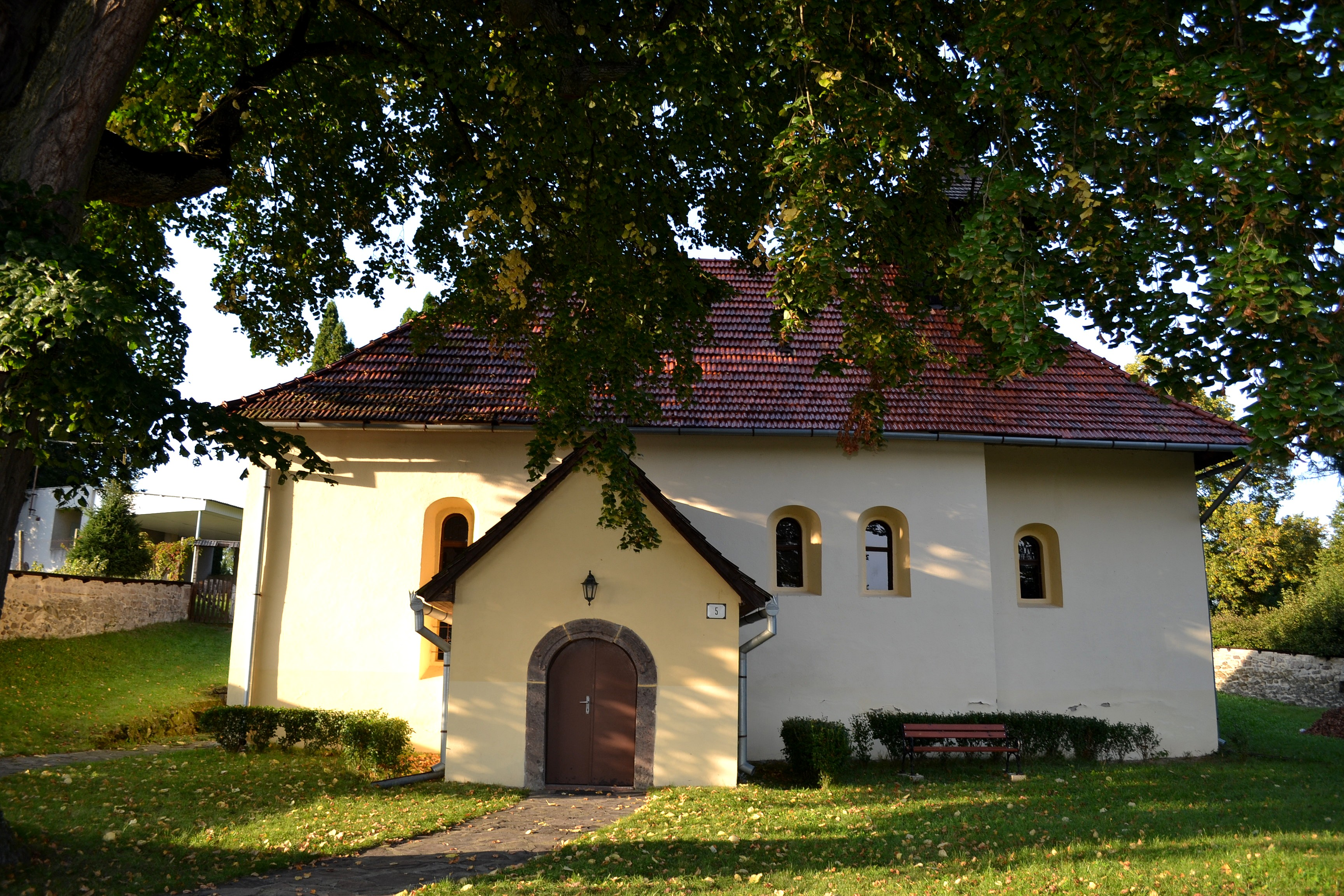
Evangelický kostel
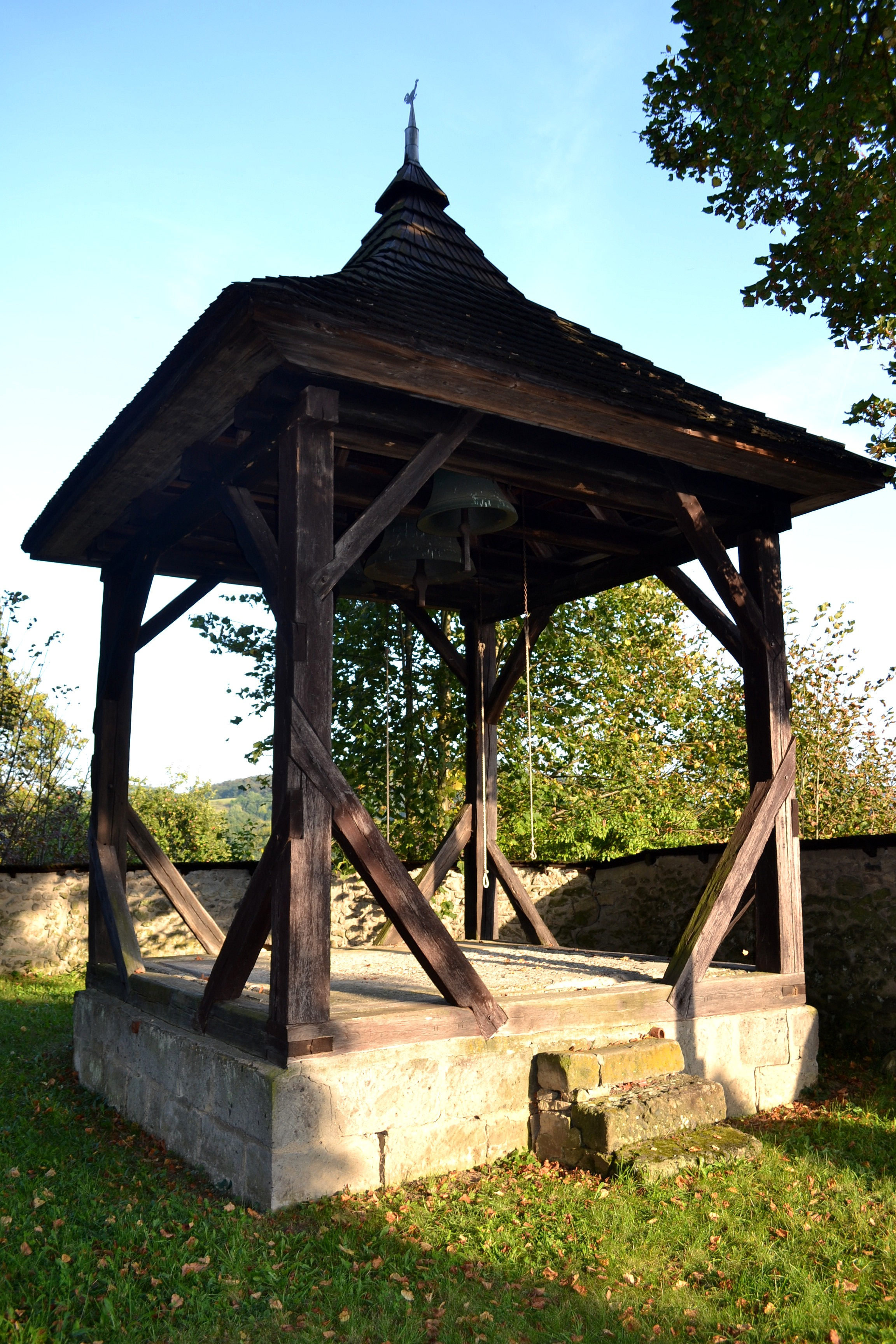
Dřevěná zvonice